# Twisting by the Pool
"Twisting by the Pool" is een single uit 1983 van de Britse rockband Dire Straits. Het nummer staat op de ep ExtendedancEPlay en werd een top 20-hit in het Verenigd Koninkrijk. Het nummer stond tevens op de compilatiealbums Money for Nothing en Sultans of Swing: The Very Best of Dire Straits. De tekst van het nummer geeft de worsteling van de eilandbewoners met het vasteland goed weer: Dance to the euro beat 

## Hitnoteringen
| Jaar | Chart                             | Piek |
| ---- | --------------------------------- | ---- |
| 1983 | UK Singles Chart                  | 14   |
| 1983 | Nieuw-Zeelandse Singles Chart     | 1    |
| 1983 | Nederlandse Top 40                | 5    |
| 1983 | Nationale Hitparade               | 6    |
| 1983 | TROS Top 50                       | 5    |
| 1983 | (Vlaamse) Radio 2 Top 30          | 6    |
| 1983 | Noorse Singles Chart              | 6    |
| 1983 | Zweedse Singles Chart             | 13   |
| 1983 | Zwitserse Singles Chart           | 11   |
| 1983 | US Bubbling Under Hot 100 Singles | 105  |
| 1983 | US Top Tracks                     | 12   |

### NPO Radio 2 Top 2000
| Nummer met noteringen in de NPO Radio 2 Top 2000 | '06  | '07  |
| ------------------------------------------------ | ---- | ---- |
| Twisting by the Pool                             | 1748 | 1924 |

1. ↑  Een vetgedrukt getal geeft de hoogste notering aan.
2. ↑  2006 was het eerste jaar met een notering voor dit nummer.
3. ↑  Deze tabel is bijgewerkt tot en met de laatste editie (2024).

Mark Knopfler · John Illsley
Guy Fletcher · Alan Clark · David Knopfler · Pick Withers · Hal Lindes · Terry Williams · Jack Sonni